# Kameroenloofbuulbuul
De kameroenloofbuulbuul (Phyllastrephus poensis) is een zangvogel uit de familie Pycnonotidae (buulbuuls).

## Verspreiding en leefgebied
Deze soort komt voor in de bergwouden van zuidoostelijk Nigeria, zuidwestelijk Kameroen en het eiland Bioko.

## Status
De grootte van de populatie is niet gekwantificeerd maar de soort wordt omschreven als vrij algemeen. Op de Rode lijst van de IUCN heeft deze soort de status niet bedreigd.